# Мунзир I аль-Мансур
Мунзир I ал-Мансур (араб. المنذر بن يحيى التجيبي‎; умер в 1023) — первый независимый эмир Сарагосы в 1018—1023 годах, происходил из рода Туджибидов.

## Биография
Мунзир начал свою военную карьеру как простой солдат, но вскоре приобрел авторитет среди сослуживцев в походах Альманзора и дослужился до звания генерала, что принесло ему впоследствии посты губернатора Туделы, который он занимал до 1009 года, и эмира Сарагосы, которым его пожаловал в 1013 году халиф Сулейман аль-Мустаин.
Позже Мунзир вмешался в гражданскую войну в Кордове и поддерживал омейядскую фракцию во главе с Мухаммадом аль-Махди II (1009), Сулейманом аль-Мустаином (1013—1016) и, наконец, Абд ар-Рахманом IV (1018). В поддержку последнего Мунзир вместе с эмиром Альмерии Хайраном провел поход против Кордовы и сместил действовавшего халифа.
С ослаблением центральной власти в Аль-Андалусе Мунзир объявили о своей независимости, создав независимую тайфу Сарагоса в 1018 году. В сотрудничестве с губернатором Уэски Ибн Сумади он положил начало периоду активных общественных работ в Сарагосе, расширению Великой мечети Сарагосы, привлечению множества интеллектуалов и придворных поэтов в тайфу, таких как Ибн Даррах, придворный панегирик Альманзора, и Саид аль-Багдади.
Мунзир I ал-Мансур считался умелым политиком, тонким дипломатом, стратегом и хорошим воином. Сарагоса процветала во время его правления и укрепила свои границы за счет союзов с христианскими правителями полуострова.
Что касается внешней политики, главным противником Мунзира I ал-Мансура был король Наварры Санчо III. Для противодействия активной внешней политике Санчо Мунзир присоединился к союзу между графом Барселоны Беренгером I Рамоном и графом Кастилии Санчо Гарсией. Брачный договор был оформлен между Беренгером и дочерью графа Кастилии Санчей в Сарагосе в 1016 году. С учетом юного возраста жениха и невесты свадьба состоялась позже, в 1021 году. Посредничество Мунзира в свадьбе между наследником Барселоны и дочерью кастильского графа принесло ему 14-летний мир с этими двумя христианскими государствами и позволило укрепить позиции тайфы в борьбе с Санчо Наваррским.
Мунзир I ал-Мансур умер в 1023 году, и его сменил на троне сын Йахйа ал-Музффар.